# Horreurs nazies, le camp des filles perdues
Pour plus de détails, voir Fiche technique et Distribution.
Horreurs nazies, le camp des filles perdues (Lager SSadis Kastrat Kommandantur) est un film de nazisploitation italien réalisé par Sergio Garrone, sorti en 1976.

## Synopsis
La fin de la Seconde Guerre mondiale approche et le régime nazi s'effondre petit à petit. Dans un camp de la mort réservé aux juives, les jeunes filles subissent les pires tortures.
Les plus désirables sont forcées à se prostituer tandis que les autres sont les cobayes d'expériences malsaines dirigées par le sadique colonel von Kleiben.
Jadis castré par une russe après l'avoir violée, il cherche à se greffer, avec l'aide contrainte d'un chirurgien juif, un nouveau sexe qu'il choisit parmi ceux de ses plus beaux officiers. Afin de choisir les meilleurs testicules, il teste les éventuels donneurs en leur demandant de se reproduire avec les prisonnières...

## Fiche technique
- Titre original : Lager SSadis Kastrat Kommandantur
- Titre français : Horreurs nazies, le camp des filles perdues
- Réalisation : Sergio Garrone
- Scénario : Sergio Garrone, Vinicio Marinucci et Sergio Chiusi
- Montage : Cesare Bianchini
- Musique : Vasili Kojucharov et Roberto Pregadio
- Photographie : Maurizio Centini
- Sociétés de production : Società Europea Films et Internazionali Cinematografica
- Pays d'origine :  Italie
- Langue originale : italien
- Format : Couleurs - 1,85:1 - Mono
- Genre : Nazisploitation
- Durée : 89 minutes
- Date de sortie :
  -  Italie : 16 novembre 1976

## Distribution
- Giorgio Cerioni : Colonel von Kleiben
- Mircha Carven : Helmut
- Paola Corazzi : Mirelle
- Giovanna Mainardi : une garde
- Serafino Profumo : le sergent
- Attilio Dottesio : Dr. Steiner
- Patrizia Melega : Dr. Renke
- Almina De Sanzio : Dunja
- Matilde Dall'Aglio
- Agnes Kalpagos : Margot

## Censure
En France, ce film fut frappé d'interdiction totale en juin 1977 pour atteinte à la dignité humaine,
Au Royaume-Uni, ce film fut inscrit sur la liste des "video nasty" et ne reçut un visa d'exploitation pour vente en DVD qu'en 2005, causant une grande controverse, la date d'obtention du visa correspondant à la journée de commémoration de l'Holocauste,.